# Wydział Prawa i Administracji Uniwersytetu Warszawskiego

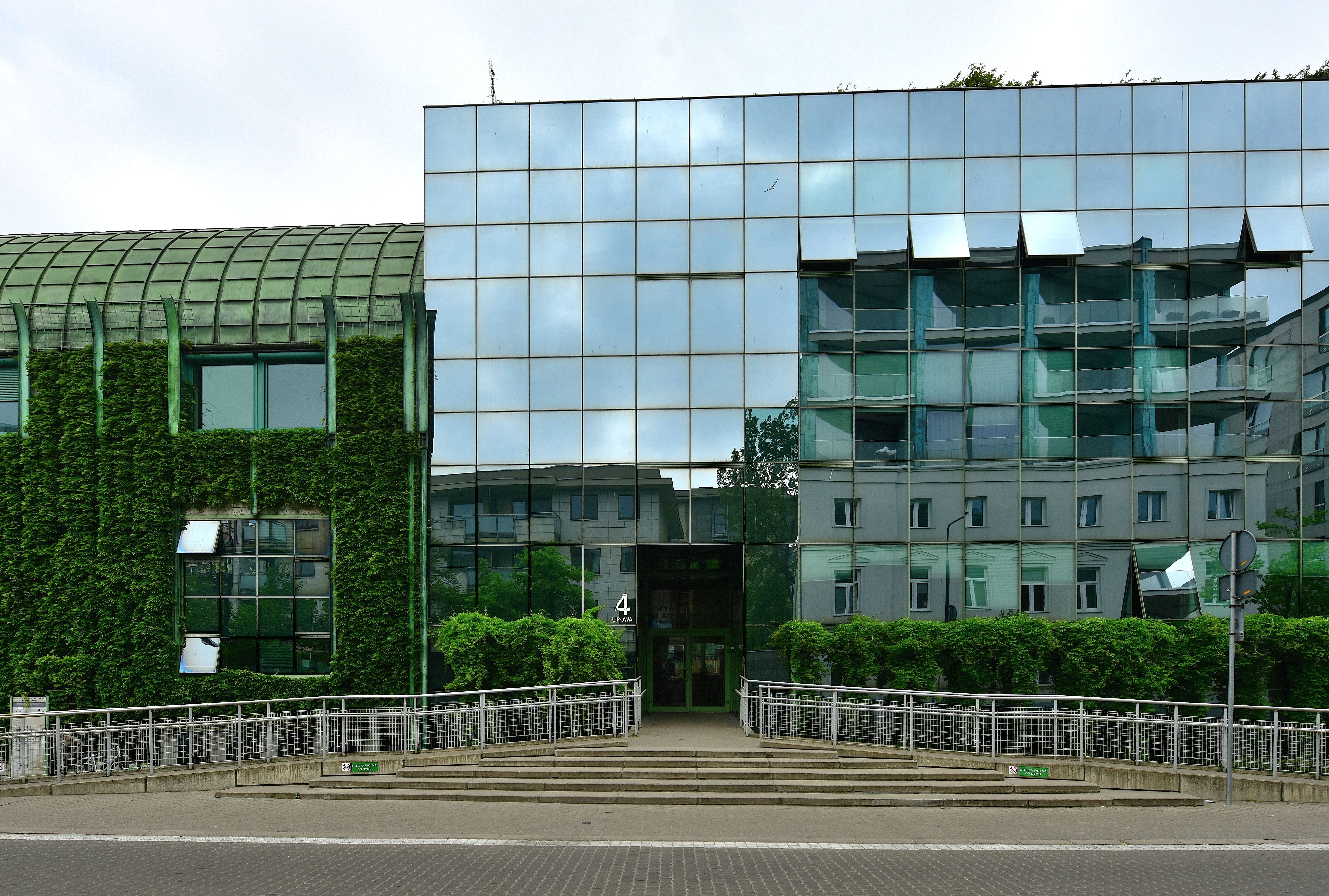
Collegium Iuridicum II, ul. Lipowa 4

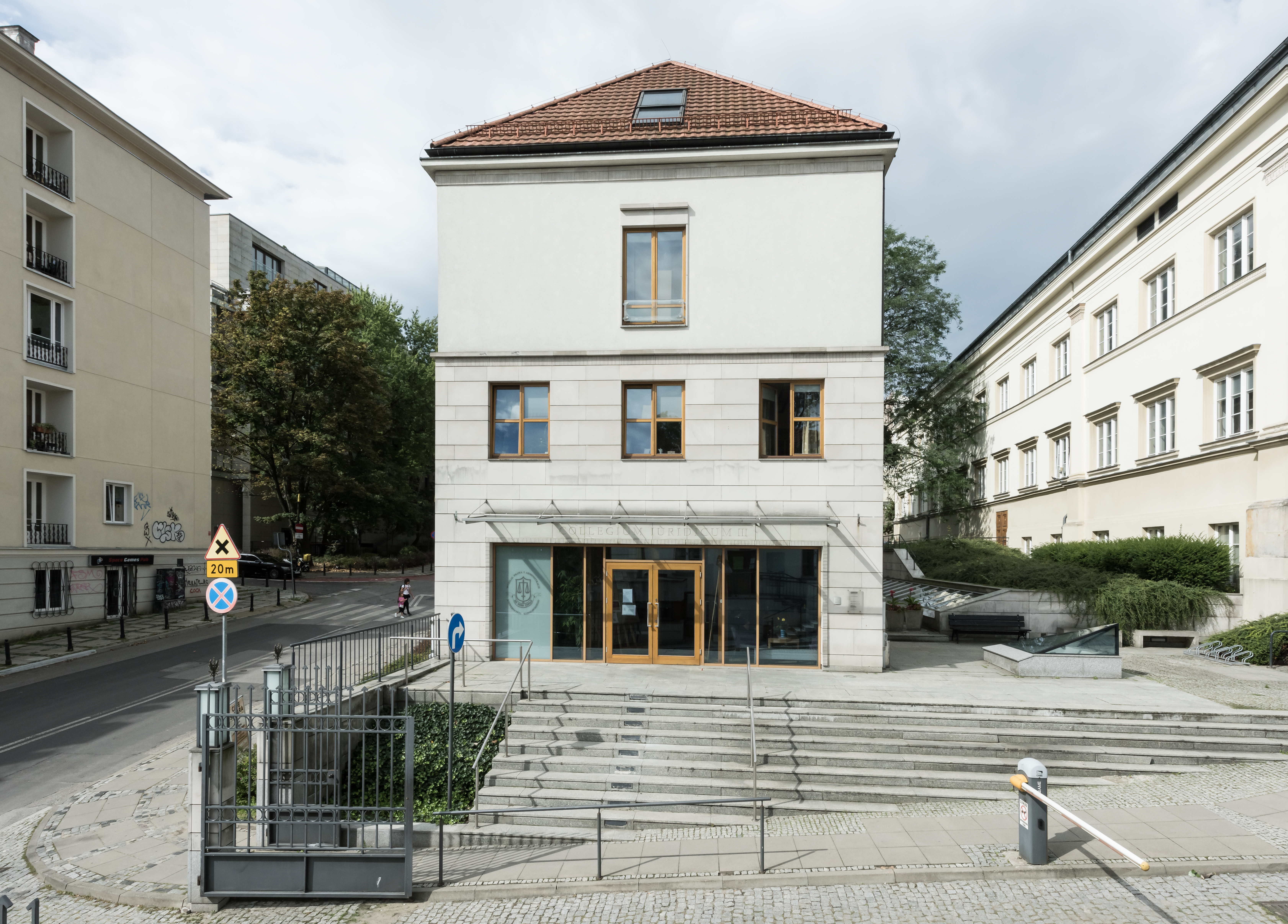
Collegium Iuridicum III, ul. Oboźna 6/8

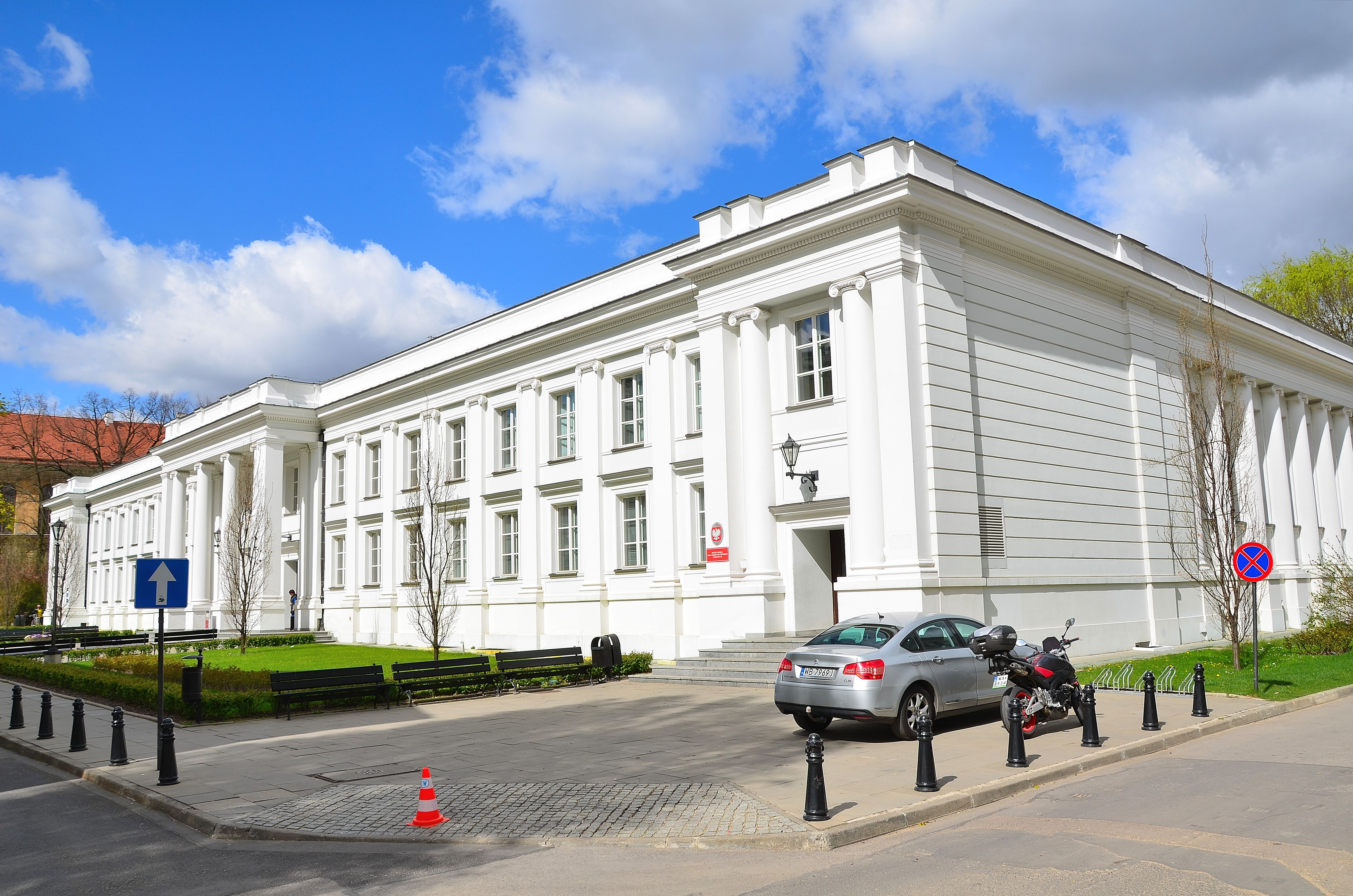
Auditorium Maximum

Wydział Prawa i Administracji Uniwersytetu Warszawskiego (WPiA UW) – najstarszy wydział Uniwersytetu Warszawskiego i drugi co do liczby studentów (po Wydziale Zarządzania). Prowadzi kształcenie na kierunkach:
- prawo – w formie stacjonarnej i niestacjonarnej (studia jednolite magisterskie),
- administracja – w formie stacjonarnej i niestacjonarnej (studia I i II stopnia),
- prawo finansowe i skarbowość – w formie niestacjonarnej (studia II stopnia),
- samorząd terytorialny i polityka regionalna – w formie stacjonarnej (studia I stopnia) i niestacjonarnej (studia II stopnia),
- Humanitarian Action (NOHA) – w formie stacjonarnej (studia II stopnia).

Wydział kształci także w ramach studiów doktoranckich, studiów podyplomowych, kursów i szkoleń.

## Historia Wydziału[1]
Tradycje Wydziału Prawa i Administracji jako najstarszego Wydziału Uniwersytetu Warszawskiego sięgają XVIII wieku i programu nauczania w Szkole Rycerskiej. Projekty utworzenia uniwersytetu, kształcącego również prawników, wysunięto w dobie I rozbioru, gdy Komisja Edukacji Narodowej wydała szereg nominacji profesorskich. Trudności finansowe i lokalowe nie pozwoliły jednak na realizację tej idei.
W 1808 roku utworzono Szkołę Prawa Księstwa Warszawskiego – głównie dla potrzeb tworzonego od podstaw sądownictwa i nowej administracji. Tę właśnie datę przyjmuje się jako rozpoczęcie działalności Wydziału. 1 października 1808 patronujący organizowaniu szkoły ówczesny Minister Sprawiedliwości Feliks Franciszek Łubieński zwrócił uwagę na jego rolę jako ośrodka kształcącego młodzież. W roku 1811 poprzez połączenie ze Szkołą Nauk Administracyjnych utworzono dwuwydziałową uczelnię: Szkołę Prawa i Administracji. Jej kierownictwo powierzono Radzie Dozorczej, w której składzie zasiadali m.in. St. Staszic i S.B. Linde. Nauka trwała 3 lata (4 w razie łącznych studiów na obydwu fakultetach). W 1814 r. wprowadzono urząd Dziekana, na który powołano znakomitego historyka prawa Jana Wincentego Bandtkiego. Szkoła funkcjonowała nieprzerwanie również w okresie wojny z Rosją. Przekształcona na podstawie dyplomu erekcyjnego z 1816 roku w Wydział Prawa i Administracji, weszła w skład Królewskiego Uniwersytetu Warszawskiego. Działalność Uniwersytetu zainaugurowano w dn. 14 maja 1818. W gronie profesorów Wydziału znaleźli się m.in. wybitny ekonomista i penitencjarysta Fryderyk Florian Skarbek, wykładający prawo rzymskie i przedmioty historyczno-prawne Wacław Aleksander Maciejowski, czy wreszcie wychowanek Wydziału i najmłodszy w tym gronie badacz prawa karnego – Romuald Hube. Wydział czynnie uczestniczył w życiu naukowym Warszawy, m.in. wydając czasopismo „Themis Polska” (w latach 1828–1831). W trakcie 14 lat istnienia WPiA ukończyło 1880 absolwentów, w tym 757 magistrów.
W dobie reform lat sześćdziesiątych XIX wieku rosyjskie władze zgodziły się na utworzenie w 1862 r. Szkoły Głównej. Najliczniejszym z jej czterech wydziałów stał się Wydział Prawa i Administracji. W jego strukturze nie było podziału na kierunki studiów: prawny i administracyjny, a jedynie przy zdawaniu końcowych egzaminów magisterskich można było wybierać jeden z oferowanych kierunków. Do grona ówczesnych profesorów należeli m.in.: karniści – Stanisław Budziński i Walenty Miklaszewski, romanista Teodor Dydyński, cywilista Władysław Holewiński, administratywista Antoni Okolski. W ciągu siedmiolecia WPiA ukończyło 318 magistrów (na ogólną liczbę zapisanych 1314 osób).
Od przełomu lat 1869/1870 w miejsce Szkoły Głównej rozpoczął działalność czysto rosyjski Uniwersytet Cesarski w Warszawie. Mimo niepowodzeń prób utworzenia polskiej uczelni w latach 1905–1907, podjęto prace nad tym zadaniem już podczas działań wojennych w 1914 roku. W pracach nad koncepcją studiów prawniczych uczestniczyli m.in. profesorowie: Miklaszewski i Holewiński. 15 listopada 1915 roku pod zwierzchnictwem okupacyjnych władz niemieckich otwarto Uniwersytet Warszawski. Pierwszym wydziałem UW (do czasu uruchomienia Wydziału Teologii) był Wydział Prawa i Nauk Państwowych – od 1917/18 roku Wydział Prawa i Nauk Politycznych.
W 1918 roku podjęto kroki zmierzające do pełnej stabilizacji Uniwersytetu. Dla Wydziału Prawa określono zakres i tryb składania egzaminów. W styczniu 1919 roku Naczelnik Państwa podpisał dekret w przedmiocie mianowania pierwszego składu profesorów Uniwersytetu Warszawskiego.
Grono studentów w okresie międzywojennym było bardzo liczne (przyjmowano w granicach 2000-3000 osób), kończyło studia około 30% zapisanych na I rok. W 1933 r. Wydział ograniczył liczbę zapisujących się do 1000 osób wprowadzając konkurs matur.
Wydział funkcjonował w bardzo trudnych warunkach lokalowych. Dopiero w 1935/36 został mu oddany nowo wybudowany gmach Wydziału Prawa i w nim Auditorium Maximum.
We wrześniu 1939 roku spłonął budynek seminaryjny Wydziału Prawa. Auditorium Maximum zajęło wojsko niemieckie, podobnie jak ocalały lokal Seminarium Prawa Cywilnego. Już w październiku na zapytanie dziekana Rybarskiego kierownicy zakładów odpowiedzieli, że można podjąć zajęcia z chwilą uzyskania lokali zastępczych. W końcu października Niemcy wydali zakaz działalności wyższych uczelni i organizowanie nauczania w podziemiu wymagało nowych form.
Od jesieni 1940 roku podjęto zajęcia dla studentów starszych lat pod kierownictwem dziekana Rybarskiego, dla chcących rozpocząć studia organizowano zajęcia wespół z profesorami wysiedlonymi z Poznania w ramach Uniwersytetu Ziem Zachodnich, w którym od 1.01.1941 roku dziekanem Wydziału Prawa był prof. Rafacz. Gdy w maju 1941 roku aresztowano Rybarskiego, chwilowo zawieszono działalność dydaktyczną, ale już w lipcu 1941 roku podjęto ją pod opieką prof. Rafacza jako dziekana Wydziału Prawa UW i komplety prawnicze z UZZ przechodziły do UW tak, że w 1943 Wydział Prawa działał w ramach Uniwersytetu Warszawskiego- liczba studentów stale wzrastała. Oblicza się, że w czasie okupacji studiowało około 1000 studentów (lista nazwisk na podstawie zdanych egzaminów obejmuje 600 osób).
Tworzono małe grupy w różnych lokalach na terenie miasta i profesorowie parokrotnie powtarzali zajęcia z danego przedmiotu. Z każdego przedmiotu zajęcia kończono egzaminem, organizowanie egzaminów z przedmiotów danego roku w jednym dniu w warunkach okupacji było niemożliwe. Wydział Prawa był jedynym Wydziałem, na którym regularnie zbierała się Rada Wydziału, a profesorowie obok dydaktyki prowadzili działalność naukową przygotowując podręczniki. Powstanie warszawskie przerwało tok nauczania, a dziekan Rafacz zginął w sierpniu 1944 roku rozstrzelany przez Niemców.
W lipcu 1945 roku podjęto zajęcia na Wydziale Prawa realizując dotychczasowy program (ale zachowano zdawanie egzaminu odrębnie z każdego przedmiotu). Powiększało się grono profesorskie. Od 1950 roku wszystkie katedry miały pełną obsadę; utworzono nowe katedry. Od 1968 wszystkie katedry jako zakłady stały się częściami Instytutów. Odtąd, do 2019 roku, Wydział pracował w strukturze sześciu Instytutów.
W zakresie organizacji studiów po II wojnie światowej od 1948 roku zaczęto wprowadzać zmiany. Od roku 1948 dla studentów III roku wprowadzono 3 kierunki studiów: cywilistyczny, kryminologiczny i administracyjny, od 1949 wprowadzono studia dwustopniowe – na pierwszym stopniu trwające 3 lata mające charakter studiów zawodowych i uprawniające do studiów magisterskich w obranej specjalności (w ramach której było kilka miejsc). Studia dwustopniowe zlikwidowano w 1951/52 roku i przywrócono studia 4-letnie. Od lat 80. studia trwają pięć lat i kończą się obroną pracy magisterskiej.
Od 1992 roku Wydział podjął zadanie zwiększenia liczby przyjętych na studia. Jako jedyny w Polsce wprowadził zajęcia dla studium dziennego i tzw. studium wieczorowego według jednolitego programu, znosząc dyscyplinę zajęć, wprowadzając wykłady i zamiast ćwiczeń tzw. konsultacje w grupach różnej wielkości (zależnie od wielkości uzyskanych sal) z których mogą korzystać chętni z obu studiów.
Ostatnie 30 lat to okres stałego rozwoju Wydziału. Pozyskano w tym czasie nowe budynki i przeprowadzono kapitalne remonty dotychczasowych, znacznie zwiększono kadrę naukową i liczbę kształconych studentów. W roku akademickim 2016/2017 przeprowadzono gruntowną reformę programu nauczania na kierunku Prawo, wprowadzając innowacyjne w skali całego kraju rozwiązania, w tym tzw. bloki specjalizacyjne. Zmieniono również sposób nauczania procedur.

## Władze
- Dziekan: dr hab. Sławomir Żółtek
- Prodziekan ds. badań naukowych i współpracy międzynarodowej: dr hab. Piotr Grzebyk
- Prodziekan ds. studenckich: dr Andrzej Bielecki
- Prodziekan ds. współpracy z otoczeniem społeczno-gospodarczym: dr hab. Anna Zbiegień-Turzańska

### Dziekani
1. prof. Jan Wincenty Bandtkie (1808–1816 – dyrektor Szkoły Prawa i Nauk Administracyjnych; 1816–1831 – dziekan Wydziału Prawa i Nauk Administracyjnych)
2. prof. Jan Kanty Wołowski (1862–1863)
3. prof. Walenty Dutkiewicz (1863–1867)
4. prof. Józef Kasznica (1867–1869)
5. prof. Stanisław Budziński (1869–1872)
6. prof. Władysław Holewiński (1872–1878)
7. prof. Józef Kasznica (1878–1887)
8. prof. Dmitrij Jakowlewicz Samokwasow (1887–1892)
9. prof. Grigorij Fiodorowicz Simonienko (1892–1900)
10. prof. Fiodor Fiodorowicz Zigel (1900–1905)
11. prof. Fieodosij Gorb-Romaszkiewicz (1905–1907)
12. prof. Aleksandr Lwowicz Błok (1908–1909)
13. prof. Iwan Trepicyn (1910–1911)
14. prof. Fiodor Fiodorowicz Zigel (1911–1915)
15. prof. Alfons Parczewski (1915–1919)
16. prof. Zygmunt Cybichowski (1919–1922)
17. prof. Edward Strasburger (1922–1924)
18. prof. Eugeniusz Jarra (1924–1928)
19. prof. Tadeusz Brzeski (1928–1929)
20. prof. Karol Lutostański (1929–1930)
21. prof. Bohdan Wasiutyński (1930–1931)
22. prof. Józef Rafacz (1931–1932)
23. prof. Karol Lutostański (1932–1933)
24. prof. Józef Rafacz (1933–1934)
25. prof. Karol Lutostański (1934–1935)
26. prof. Wacław Makowski (1935–1937)
27. prof. Roman Rybarski (1937–1941)
28. prof. Józef Rafacz (1941–1944)
29. prof. Stefan Zaleski (1945–1946)
30. prof. Stanisław Śliwiński (1946–1947)
31. prof. Jan Wasilkowski (1947–1949)
32. prof. Edward Gintowt (1949–1950)
33. prof. Stanisław Śliwiński (1950–1951)
34. prof. Cezary Berezowski (1951–1953)
35. prof. Witold Czachórski (1954–1956)
36. prof. Leon Kurowski (1956–1959)
37. prof. Henryk Świątkowski (1959–1961)
38. prof. Jerzy Jodłowski (1961–1965)
39. prof. Bogusław Leśnodorski (1965–1968)
40. prof. Leon Kurowski (1968–1972)
41. prof. Marian Weralski (1972–1975)
42. prof. Zbigniew Resich (1975–1981)
43. prof. Jerzy Harasimowicz (1981–1987)
44. prof. Wojciech Góralczyk (1987–1990)
45. prof. Jerzy Harasimowicz (1990–1993)
46. prof. Józef Okolski (1993–1999)
47. dr hab. Mirosław Wyrzykowski prof. UW (1999–2001)
48. prof. Tadeusz Tomaszewski (2001–2008)
49. dr hab. Krzysztof Rączka prof. UW (2008–2016)
50. prof. Tomasz Giaro (2016–2024)
51. dr hab. Sławomir Żółtek prof. UW (od 2024)[2].

## Struktura[3]
Historia Prawa:
- Katedra Prawa Rzymskiego i Antycznego (kierownik: dr hab. Jakub Urbanik)
- Katedra Historii Ustroju i Prawa Polskiego (kierownik: prof. dr hab. Andrzej Zakrzewski)
- Katedra Powszechnej Historii Państwa i Prawa (kierownik: prof. dr hab. Marek Wąsowicz)
- Zakład Europejskiej Tradycji Prawnej (kierownik: dr hab. Jan Rudnicki prof. UW)
- Zakład Prawa Wyznaniowego (kierownik: dr hab. Wojciech Brzozowski, prof. UW)[4]
- Zakład Historii Administracji (kierownik: dr hab. Robert Jastrzębski, prof. UW)[5]
- Pracownia Bibliografii Historyczno-Prawnej (kierownik: prof. dr hab. Andrzej Zakrzewski)
- Pracownia Dziejów Kultury Prawnej (kierownik: prof. dr hab. Marek Wąsowicz)
- Pracownia Prawa Polskiego XX wieku (kierownik: dr hab. Robert Jastrzębski, prof. UW)

Nauki o Państwie i Prawie:
- Katedra Filozofii Prawa i Nauki o Państwie (kierownik: dr hab. Tatiana Chauvin)
- Katedra Historii Doktryn Polityczno-Prawnych (kierownik: prof. dr hab. Adam Bosiacki)
- Katedra Logiki i Argumentacji Prawniczej (kierownik: dr hab. Sławomir Lewandowski, prof. UW)[6]
- Katedra Prawa Konstytucyjnego (kierownik: prof. dr hab. Marek Zubik)
- Katedra Socjologii Prawa (kierownik: dr hab. Aleksander Stępkowski, prof. UW)[7]

Nauki Prawno-Administracyjne:
- Katedra Prawa Finansowego (kierownik: prof. dr hab. Hanna Litwińczuk)
- Katedra Prawa i Postępowania Administracyjnego (kierownik: prof. dr hab. Jacek Jagielski)
- Katedra Prawa Pracy i Polityki Społecznej (kierownik: prof. dr hab. Małgorzata Gersdorf)
- Katedra Prawa Rolnego i Systemu Ochrony Bezpieczeństwa Żywności (kierownik: prof. dr hab. Paweł Czechowski)
- Katedra Prawa Ubezpieczeń (kierownik: dr hab. Magdalena Szczepańska)
- Zakład Administracyjnego Prawa Gospodarczego i Bankowego (kierownik: prof. dr hab. Hanna Gronkiewicz-Waltz)
- Zakład Nauki Administracji (kurator: dr hab. Dawid Sześciło)
- Zakład Praw Człowieka (kierownik: dr hab. Marcin Wiącek, prof. UW)[8]
- Pracownia Centrum Prawa Nowych Technologii (vacat)
- Pracownia Pozapracowniczych Stosunków Zatrudnienia (kierownik: prof. dr hab. Małgorzata Gersdorf)
- Pracownia Prawa Żywnościowego (kierownik: prof. dr hab. Małgorzata Korzycka)

Prawo Cywilne:
- Katedra Prawa Handlowego (kierownik: dr hab. Katarzyna Bilewska, prof. UW)
- Katedra Postępowania Cywilnego (kierownik: prof. dr hab. Karol Weitz)
- Katedra Prawa Własności Intelektualnej i Dóbr Niematerialnych (kierownik: prof. dr hab. Krystyna Szczepanowska-Kozłowska)
- Katedra Prawa Cywilnego Porównawczego (kierownik: prof. dr hab. Wojciech Kocot)
- Katedra Prawa Cywilnego (kierownik: dr hab. Maciej Kaliński, prof. UW)
- Pracownia Prawa Medycznego i Biotechnologii (kierownik: dr hab. Leszek Bosek, prof. UW)[9]
- Pracownia Prawa Rynku Kapitałowego (kierownik: prof. dr hab. Michał Romanowski)[10]

Prawo Karne:
- Katedra Kryminalistyki (kierownik: prof. dr hab. Tadeusz Tomaszewski)
- Katedra Postępowania Karnego (kierownik: dr hab. Maria Rogacka-Rzewnicka, prof. UW)[11]
- Katedra Prawa Karnego Porównawczego (kierownik: dr hab. Barbara Namysłowska-Gabrysiak)[12]
- Katedra Prawa Karnego (kierownik: prof. dr hab. Małgorzata Król-Bogomilska)
- Zakład Międzynarodowego Postępowania Karnego (kierownik: dr hab. Szymon Pawelec, prof. UW)[13]
- Zakład Kryminologii (kierownik: dr hab. Monika Płatek, prof. UW)
- Interdyscyplinarna Pracownia Prawa Karnego Medycznego i Farmaceutycznego (kierownik: dr hab. Przemysław Konieczniak)[14]
- Pracownia Techniki Kryminalistycznej (kierownik: prof. dr hab. Tadeusz Tomaszewski)

Prawo Międzynarodowe:

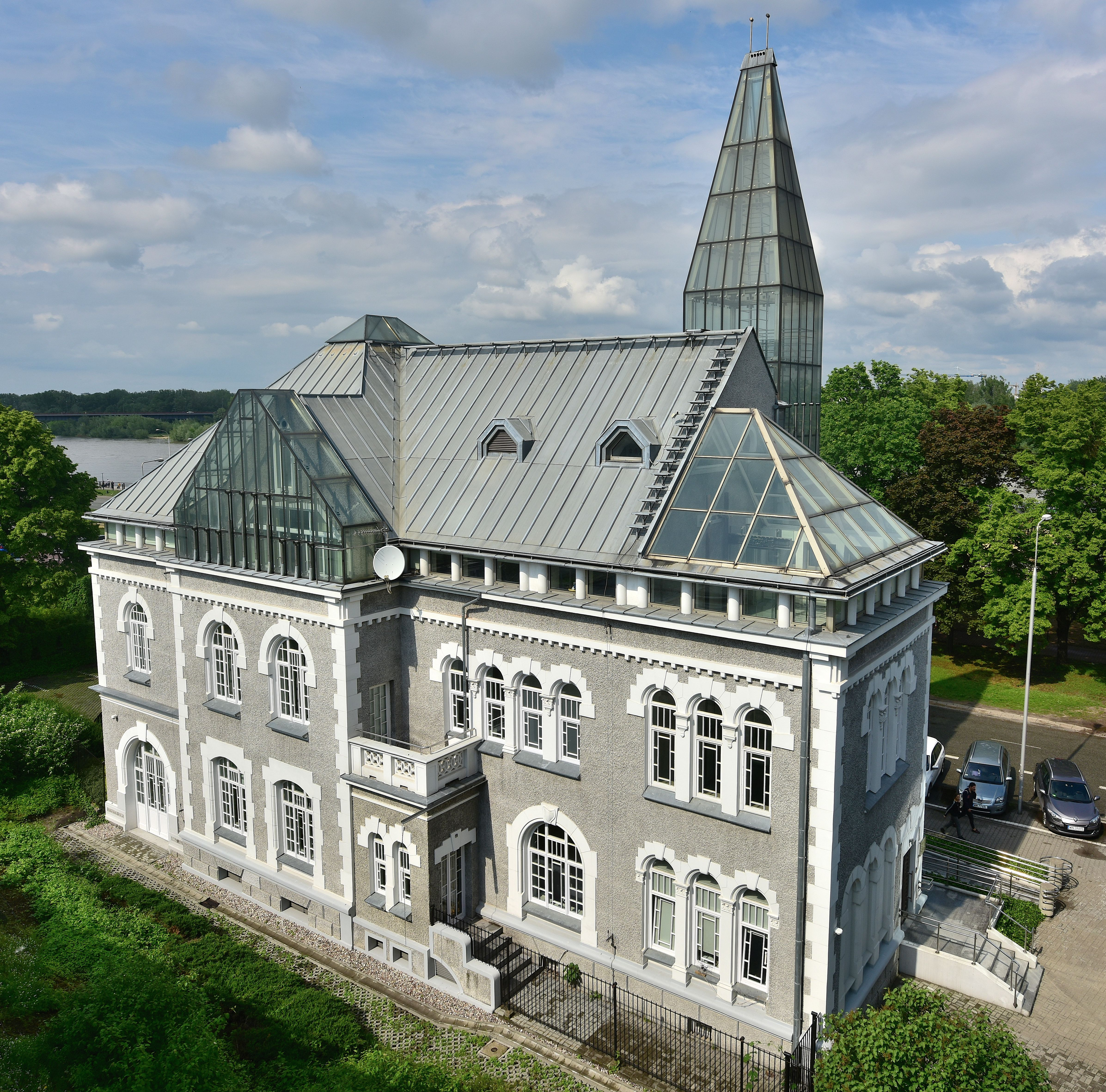
Collegium Iuridicum IV (Szara Willa), ul. Wybrzeże Kościuszkowskie 47, siedziba katedr prawno-międzynarodowych

- Katedra Międzynarodowego Prawa Prywatnego i Handlowego (kierownik: prof. dr hab. Jerzy Poczobut)
- Katedra Prawa Europejskiego (kierownik: dr hab. Anna Zawidzka-Łojek)
- Zakład Międzynarodowego Prawa Lotniczego i Kosmicznego (kierownik: dr hab. Katarzyna Myszona-Kostrzewa)
- Zakład Międzynarodowego Prawa Publicznego (kierownik: dr hab. Karol Karski)

Szkoły Prawa Obcego:
- Szkoła Prawa Angielskiego
- Szkoła Prawa Amerykańskiego
- Szkoła Prawa Francuskiego
- Szkoła Prawa Niemieckiego
- Szkoła Prawa Hiszpańskiego i Europejskiego
- Szkoła Prawa Niemieckiego
- Szkoła Prawa Włoskiego
- Szkoła Prawa i Gospodarski Chin

## Absolwenci (m.in.)
Wśród absolwentów i byłych studentów Wydziału znajduje się czterech noblistów (Henryk Sienkiewicz, Czesław Miłosz, Leonid Hurwicz, Menachem Begin). Ponadto, absolwentami WPiA UW są m.in:
- Jan Brzechwa (absolwent r. 1924) – poeta i tłumacz, prawnik,
- Witold Gombrowicz (absolwent r. 1927) – powieściopisarz, nowelista i dramaturg,
- Jerzy Giedroyć (absolwent r. 1929) – publicysta, działacz emigracyjny, redaktor naczelny „Kultury”,
- prof. dr hab. Adam Zieliński (absolwent r. 1953) – były Prezes Naczelnego Sądu Administracyjnego, były Rzecznik Praw Obywatelskich,
- prof. dr hab. Adam Strzembosz (absolwent r. 1953) – były Pierwszy Prezes Sądu Najwyższego,
- Jan Olszewski (absolwent r. 1953) – adwokat, publicysta, działacz opozycji w PRL, były Prezes Rady Ministrów,
- dr Janusz Kochanowski – były Rzecznik Praw Obywatelskich,
- prof. dr hab. Ewa Łętowska (absolwentka r. 1962) – była Rzecznik Praw Obywatelskich, sędzia Trybunału Konstytucyjnego w stanie spoczynku,
- prof. dr hab. Lech Gardocki (absolwent r. 1966) – były Pierwszy Prezes Sądu Najwyższego,
- dr Bohdan Zdziennicki (absolwent r. 1966) – były Prezes Trybunału Konstytucyjnego
- prof. dr hab. Tadeusz Ereciński (absolwent r. 1968) – były prezes Sądu Najwyższego kierujący Izbą Cywilną,
- prof. dr hab. Lech Garlicki (absolwent r. 1968) – sędzia Trybunału Konstytucyjnego w stanie spoczynku, były sędzia Europejskiego Trybunału Praw Człowieka,
- prof. dr hab. Marek Wierzbowski (absolwent r. 1968) – były Prezes Rady Giełdy Papierów Wartościowych w Warszawie,
- Jerzy Stępień (absolwent r. 1969) – sędzia, były Prezes Trybunału Konstytucyjnego,
- dr hab. Lech Kaczyński (absolwent r. 1971) – były Prezydent RP, były Prezydent m. st. Warszawy, były Prezes NIK,
- prof. dr hab. Andrzej Rzepliński (absolwent r. 1971) – były Prezes Trybunału Konstytucyjnego,
- prof. dr hab. Marek Safjan (absolwent r. 1971) – były Prezes Trybunału Konstytucyjnego, sędzia Trybunału Sprawiedliwości UE,
- dr hab. prof. ucz. Mirosław Wyrzykowski (absolwent r. 1971) – sędzia Trybunału Konstytucyjnego w stanie spoczynku,
- dr Włodzimierz Cimoszewicz (absolwent r. 1972) – były Prezes Rady Ministrów, były Marszałek Sejmu, były Minister Spraw Zagranicznych,
- prof. dr hab. Małgorzata Gersdorf (absolwentka r. 1975) – była Pierwsza Prezes Sądu Najwyższego,
- prof. dr hab. Hanna Gronkiewicz-Waltz (absolwentka r. 1975) – była Prezes NBP, była Prezydent m. st. Warszawy,
- dr hab. prof. ucz. Cezary Banasiński (absolwent r. 1976) – były Prezes UOKiK,
- prof. dr hab. Witold Modzelewski (absolwent r. 1978) – były wiceminister finansów,
- Ryszard Kalisz (absolwent r. 1980) – adwokat i polityk, były Minister Spraw Wewnętrznych i Administracji,
- prof. dr hab. Marek Zubik (absolwent r. 1997) – sędzia Trybunału Konstytucyjnego w stanie spoczynku, były zastępca Rzecznika Praw Obywatelskich,
- dr hab. Adam Bodnar (absolwent r. 2000) – były Rzecznik Praw Obywatelskich, minister sprawiedliwości i prokurator generalny.
- dr hab. Marcin Wiącek (absolwent r. 2006) − Rzecznik Praw Obywatelskich.

## Adres
ul. Krakowskie Przedmieście 26/28
00-927 Warszawa

## Budynki
- Collegium Iuridicum I, ul. Krakowskie Przedmieście 26/28
- Collegium Iuridicum II, ul. Lipowa 4
- Collegium Iuridicum III, ul. Oboźna 6/8
- Collegium Iuridicum IV, ul. Wybrzeże Kościuszkowskie 47 (Szara Willa)
- Auditorium Maximum, ul. Krakowskie Przedmieście 26/28